# Ampedus praeustus
Ampedus praeustus es una especie de escarabajo del género Ampedus, familia Elateridae. Fue descrita científicamente por Fabricius en 1792.
Esta especie se encuentra en varios países de Europa. También en los Estados Unidos. 